# Небожественна комедія
«Небожественна комедія» (пол. Nie-Boska komedia) — романтична драма Зиґмунта Красінського, написана в 1833 році, опублікована в 1835 році в Парижі (пізніше багато разів перевидавалася). Спочатку твір мав називатися «Чоловік» і був частиною трилогії. Це найвідоміший твір Красінського і вважається одним з найважливіших творів польської романтичної літератури.

## Сюжет
Головний герой драми — Чоловік (граф Генрик). Перша і друга частини твору розповідають про його особисте життя, третя і четверта — про участь у суспільно-історичних подіях. Тема побутової драми - руйнівний вплив поетизму та фальшивої поезії на сімейне життя. Внаслідок егоїстичного ставлення Чоловіка його дружина впадає в божевілля і помирає, а син, обтяжений прокляттям поезії, втрачає зір і чуття. У третій і четвертій частинах Чоловік, познайомившись із табором революціонерів, відхиляє запрошення їхнього лідера Панкратія і приєднується до останнього оплоту аристократів — Окопів Святої Трійці. Обраний ватажком, він захищає фортецю до останнього. Він гине, стрибнувши у прірву після падіння фортеці. Революціонери-переможці здійснюють суд над переможеними. Їхньому вождю з'являється Христос. Панкратій помирає, не встигнувши вимовити ці слова: «Галілеяни, ви перемогли!».

## Історія створення
Красінський розпочав роботу над «Небожественною комедією» у червні 1833 року у Відні, а закінчив її восени наступного року у Венеції. Вона була опублікована в Парижі в 1835 році анонімно, ймовірно, щоб захистити родину автора від будь-яких наслідків у Російській імперії, підданими якої вони були. Роботи Красінського часто містили тонко завуальовані посилання на поточну політику.